# Gare d'Enoshima
La gare d'Enoshima (江ノ島駅, Enoshima-eki) est une gare ferroviaire de la ville de Fujisawa, dans la préfecture de Kanagawa au Japon. La gare est exploitée par le chemin de fer électrique d’Enoshima (Enoden).

## Situation ferroviaire
La gare d'Enoshima est située au point kilométrique (PK) 3,3 de la ligne Enoden.

## Histoire
La gare a été inaugurée le 1er septembre 1902 sous le nom de gare de Katase (片瀬駅). Elle prend son nom actuel en 1929.

## Services aux voyageurs

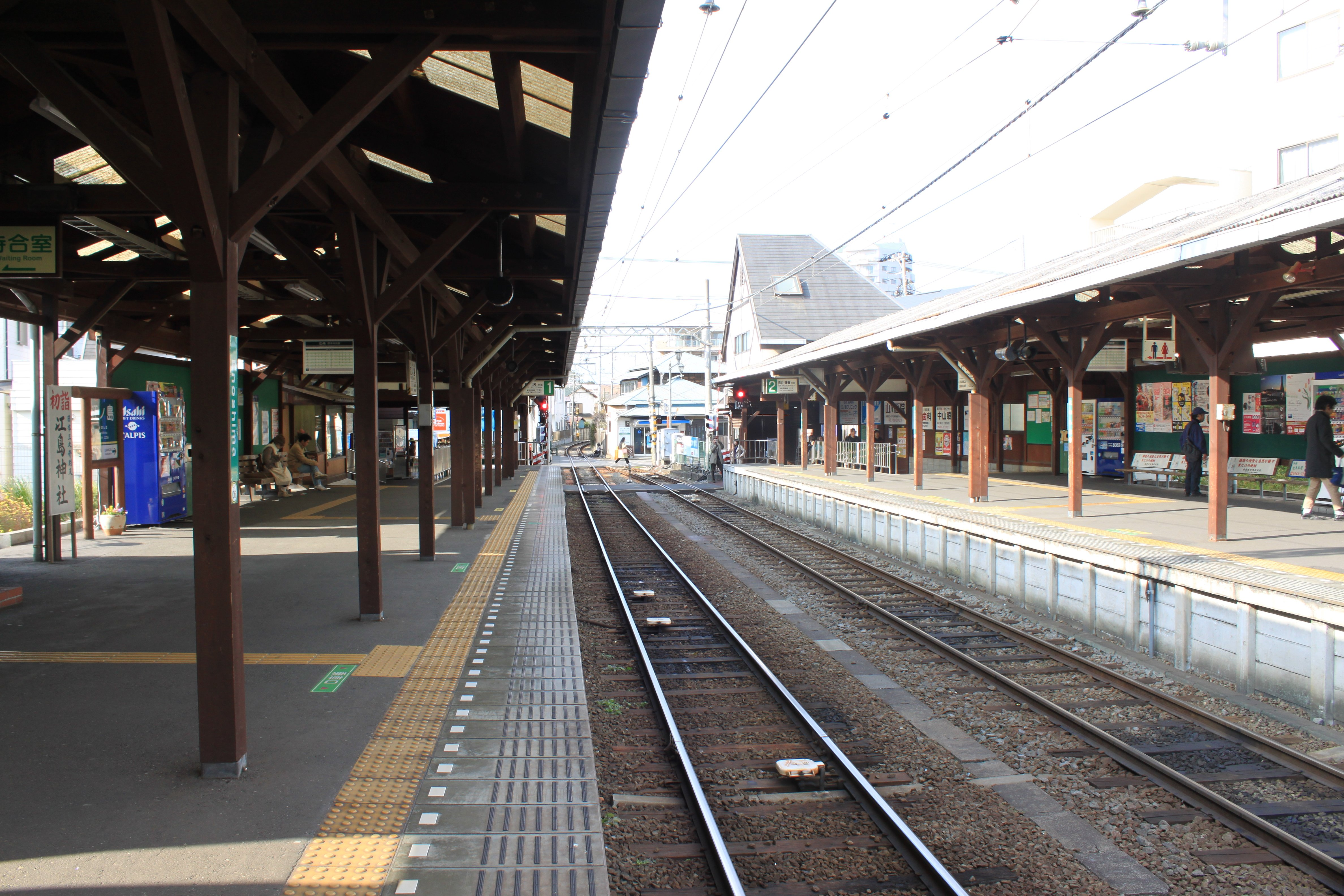
Vue des quais.

### Accès et accueil
La gare dispose d'un bâtiment voyageurs, avec guichet, ouvert tous les jours.

### Desserte
- Ligne Enoden :
  - voie 1 : direction Fujisawa
  - voie 2 : direction Kamakura

### Intermodalité
La gare de Katase-Enoshima de la compagnie Odakyū et le terminus Shōnan-Enoshima du monorail Shōnan sont situés à proximité de la gare d’Enoshima.